# Пермяки (Большесосновский район)
Пермяки — село в Большесосновском районе Пермского края. Входит в состав Петропавловского сельского поселения.

## Географическое положение
Расположено примерно в 10 км к западу от административного центра сельского поселения, села Петропавловск, и в 5 км к востоку от границы с Удмуртской республикой.

### Уличная сеть
В селе 4 именные улицы
- Коммунистическая ул.
- Ленина ул.
- Лихачева ул.
- Мира ул.

## Население
| 2010 |
| ---- |
| 171  |

## Известные уроженцы, жители
```
14 марта 1944 года в с. Пермяки родился 
Иван Иванович Пермяков
, исполнитель русских народных песен и песен отечественных композиторов. Народный артист Российской Федерации (1994), Почётный гражданин Свердловской области (2018).
```

## Топографические карты
- Лист карты O-40-85 Петропавловск. Масштаб: 1 : 100 000. Состояние местности на 1983 год. Издание 1984 г.